# Whitley City
Whitley City város az Amerikai Egyesült Államok Kentucky államában, McCreary megyében, melynek megyeszékhelye is. Lakosainak száma 968 fő (2020. április 1.).

## Népesség
A település népességének változása:

| 2010 | 1 170 |
| 2020 | 968   |